# 1992年1月逝世人物列表
1992年逝世人物列表：1月 - 2月 - 3月 - 4月 - 5月 - 6月 - 7月 - 8月 - 9月 - 10月 - 11月 - 12月
1992年1月逝世人物列表，是用於匯總1992年1月期間逝世人物的列表。

## 依日期排序

### 1日
- 策勒阿巴，85歲，意大利女演員
- 康拉德·布洛伊勒，79歲，瑞士量子物理學家
- 傑傑克·巴德漢姆，72歲，英國足球運動員[1]
- 詹姆斯·道格拉斯，78歲，英國社會研究員
- MJ弗蘭科維奇，82歲，美國電影製片人[2]
- 弗朗茨·富克斯贝格尔，81歲，奧地利男子足球運動員
- 葛麗絲·霍普，85歲，美國海軍上將及計算機科學家[3]
- 孟澤爾，92歲，二戰德意志國防軍將軍

### 2日
- 肯尼斯·埃默里，94歲，美國人類學家
- 弗吉尼亞·菲爾德，74歲，英裔美國女演員[4]
- 蒂博·加萊，79歲，匈牙利數學家
- 海德薇·哈斯，89歲，德國女子劍擊運動員[5]
- 漢斯·庫拉特，100歲，美籍奧地利語言學家[6]
- 吉內特·勒克萊爾，79歲，法國女演員[7]
- 莫里斯·佩兰，80歲，法國男子單車運動員[8]
- 亞烏卡，56歲，葡萄牙男子足球運動員

### 3日
- OV阿拉格桑，80歲，印度政治家及自由鬥士
- 朱迪丝·安德森，94歲，澳洲女演員[9]
- 羅伯特·戈迪斯，83歲，美國保守派人物[10]
- 卡爾·麥克沃伊，61歲，美國鋼琴家
- 多梅尼科·梅爾多萊西，51歲，意大利賽車手[11]
- 馬泰奧·波吉，78歲，意大利足球運動員及教練
- 安東尼奧·基里諾，85歲，菲律賓法官、企業家及政治家
- 拉多米羅·托米奇，77歲，智利政治家[12]
- 帕維爾·齊里亞諾夫，84歲，蘇聯上將[13]

### 4日
- 亞歷杭德羅·卡里翁，76歲，厄瓜多爾詩人、小說家及記者[14]
- 柏特里克·加拉赫，82歲，蘇格蘭足球運動員[15]
- 安东尼奥·吉亚尔代洛，93歲，意大利男子賽艇運動員[16]
- 泰迪格雷斯，86歲，美國爵士樂歌手
- 埃德蒙·薩馬拉科迪，79歲，錫蘭律師、工會會員及政治家
- 蒂姆·華盛頓，32歲，美式足球運動員[17]

### 5日
- 澤夫·亞歷山德羅維奇，86歲，以色列攝影師。
- 菲利普·J·多蘭，68歲，美國物理學家。
- 達塔特拉亞·甘尼許·高德西，77歲，印度歷史學家、劇作家和藝術評論家。[18]
- 魯伯·勞滕斯拉格，76歲，美國籃球運動員。[19]
- 切斯特謝弗，89歲，美國電影剪輯師。

### 6日
- 埃娃·巴拉斯，49歲，匈牙利越野滑雪運動員[20]
- 卡爾·布里登堡，88歲，美國殖民地歷史學家。[21]
- 本特·克里斯滕森，62歲，丹麥電影導演、演員和編劇[22]
- 尼古拉·杜托夫，53歲，蘇俄長跑運動員。
- 史地芬·嬌朋，42歲，新西蘭歌手

### 7日
- 理查德·亨特，40歲，美國木偶師[23]
- 吉爾·拉萊，29歲，法國摩托車賽車手[24]
- 羅伯特·羅德，46歲，新西蘭劇作家。
- 安德魯·馬頓，87歲，匈牙利裔美國電影導演[25]
- 伊恩·伍德，90歲，澳大利亞政治家[26]

### 8日
- 弗朗西斯·麥克阿瑟，69歲
- 阿卜杜拉希姆·布阿比德，69歲，摩洛哥政治家。[27]
- 安東尼·道森，75歲，蘇格蘭演員[28]
- 約翰·哈靈頓，70歲，美國橄欖球運動員。[29]
- 馬喬麗·凱恩，82歲，美國電影和舞台劇演員。
- 約翰尼·梅傑，79歲，荷蘭手風琴家。
- 納坦·佩萊德，78歲，以色列政治家。
- 尼古拉斯·舍弗，79歲，匈牙利-法國控制論藝術家。[30]
- 卓婭·沃斯克列先斯卡婭，84歲，蘇聯外交官、NKVD秘密特工和兒童作家。
- 喬·之諾，72歲，美國橄欖球運動員[31]

### 9日
- 史蒂夫·布羅迪，72歲，美國演員
- 克勞德·科茨，78歲，美國動畫師
- 阿爾科佩奇，75歲，美國橄欖球運動員。[32]
- 漢斯·詹尼，92歲，瑞士出生的土壤科學家。[33]
- 沃爾特·基切夫斯基，75歲，美國橄欖球運動員和教練。[34]
- 比爾·諾頓，81歲，英國劇作家。[35]
- 路易吉·斯蒂帕，91歲，意大利航空工程師和飛機設計師。
- 路易斯·泰雷諾瓦，83歲，法國政治家[36]
- 約亨·範·阿爾森，50歲，德國政治家和聯邦議院議員。

### 10日
- 羅伯托博諾米，72歲，阿根廷賽車手。[37]
- 芭芭拉·庫珀，89歲，英國女演員。[38]
- 約翰尼·霍克，67歲，澳大利亞橄欖球聯盟足球運動員
- 詹姆斯·勒布，82歲，美國政治家和外交官[39]
- 丹尼爾·諾頓，86歲，澳大利亞政治家。

### 11日
- 海基·阿爾托伊拉，86歲，芬蘭電影作曲家。[40]
- 讓·克勞迪奧，64歲，法國演員。.[41]
- 胡安·吉爾巴托·富內斯，28歲，阿根廷足球運動員
- 威廉·喬治·霍斯金斯，83歲，英國歷史學家。[42]
- 愛德華·楊卡茲，45歲，波蘭賽車手
- 莫特·卡爾，89歲，美國橄欖球運動員。[43]
- 埃卡特-威廉·馮·博寧 ，72歲，二戰期間德國空軍飛行員。

### 12日
- Lode Anthonis，69歲，比利時自行車賽車手。.[44]
- 毕德显，83歲，中國電子學家
- 畢力格·達木丁蘇倫，73歲，蒙古音樂家和作曲家。
- 庫瑪幹闥婆，67歲，印度古典歌手。
- 沃爾特·莫雷，84歲，美國作家。[45]
- 喬治·斯特羅邁爾，67歲，美國橄欖球運動員。.[46]
- 哈里·范·多恩，76歲，荷蘭政治家。[47]

### 13日
- 小休·米德·奧爾康，84歲，美國政治家
- 伊馮娜·布萊斯蘭，66歲，南非女演員[48]
- 達格妮·林德，89歲，瑞典電影演員[49]
- 約瑟夫·內克曼，79歲，德國馬術運動員[50]
- 邁赫迪·阿巴索夫，32歲，阿塞拜疆政治家和軍人
- 亨利·克萊費克，81歲，法國小說家。[51]
- 格哈德·羅斯，95歲，德國科學家，二戰期間的戰犯。

### 14日
- 伊拉克利·阿巴希澤，82歲，喬治亞詩人、文學家和政治家。
- 沃爾特·赫森斯，61歲，比利時十項全能運動員[52]
- 恩斯特·卡林克，73歲，德國電影攝影師。.[53]
- 弗農·梅吉，91歲，美國海軍陸戰隊將軍。[54]
- 傑瑞·諾蘭，45歲，美國搖滾鼓手，中風。
- 阿爾夫·泰克斯，87歲，德國電影製片人。[55]
- 弗洛裡·范·唐克，79歲，比利時高爾夫球手。[56]

### 15日
- 张达志，80歲，中國中將、政治家。
- 查理·加薩韋，73歲，美國棒球運動員[57]
- 弗里茨·克拉茨，85歲，瑞士冰球運動員[58]
- 迪·默里，45歲，英國貝斯手，中風。
- 蘇珊娜·穆扎德，91歲，法國和攝影師。
- 老安吉爾·佩納，68歲，阿根廷裔美國賽馬訓練師[59]
- 哈裡·羅德斯，59歲，美國演員

### 16日
- 羅斯·帕特森·阿爾杰，71歲，加拿大政治家，癌症。
- 沃爾特·巴特爾，87歲，二戰期間德國共產主義抵抗組織成員，歷史學家。[60]
- 艾伯特·R·本克，88歲，美國醫生。
- 阿姜查，73歲，泰國和尚。
- W·約翰·肯尼，87歲，美國海軍助理部長[61]
- 卡爾-古斯塔克·林德施泰特，70歲，瑞典喜劇演員和演員
- 謝拉·羅伯茨，67歲，英國政治家

### 17日
- 多蘿西·艾莉森，66歲，澳大利亞女演員[62]
- 路易吉·杜朗·德·拉佩內，77歲，意大利海軍上將。
- 亨利·梅尔逊·斯托梅尔，71歲，美國海洋學家[63]
- 查理文圖拉，75歲，美國薩克斯手[64]

### 18日
- 哈米杜爾·胡克·喬杜里，90歲，孟加拉國政治家。
- 西奧多·萊斯利·法奇，96歲，美國陸軍準將。
- 喬治希爾，90歲，美國短跑運動員[65]
- 魯比·R·萊維特，84歲，美國佈景師
- 克羅米·麥坎德利斯，71歲，北愛爾蘭摩托車賽車手。
- 田中茂夫，85歲，日本電影導演。
- 道格拉斯·伍爾夫，69歲，美國小說和書評作家。[66]

### 19日
- 奧古斯托·貝內迪科，82歲，西班牙裔墨西哥演員。
- 皮埃德羅·迪·多納托，80歲，美國作家[67]
- 阿爾伯特·格洛克，66歲，美國考古學家[68]
- 比爾霍頓，86歲，英國橄欖球運動員。
- 泰德·W·勞森，74歲，美國空軍軍官。
- 馬納本德拉·穆科帕迪耶，62歲，印度創作歌手。

### 20日
- 馬里奧·阿里塞羅，71歲，古巴棒球運動員。
- 米洛萬·加瓦齊，96歲，克羅地亞人種學家。[69]
- 特隆·海格納，93歲，挪威政治家。
- 查爾斯·肯尼，93歲，美國作曲家、作家和小提琴家。[70]
- 西奧多·盧基茨，94歲，羅馬尼亞裔美國畫家。
- 讓-皮埃爾·勒科克，44歲，比利時分子生物學家
- 湯姆·麥卡錫，57歲，加拿大冰球運動員。[71]

### 21日
- 埃德蒙·科萊因，86歲，德國建築師。
- 伯納德·科納特-讓蒂勒，82歲，法國行政官和政治家。[72]
- 錢皮恩·傑克·杜普里，81歲，美國藍調音樂家[73]
- 弗朗茨·漢雷特，78歲，奧地利足球運動員。[74]
- 瑪麗塔·卡圖舍娃，53歲，蘇聯排球運動員[75]
- 埃迪·馬博，55歲，澳大利亞土著人民活動家[76]
- 米格爾·曼扎諾，84歲，墨西哥演員

### 22日
- AJ安通，47歲，美國戲劇導演[77]
- 馬克·霍普金森，42歲，美國殺人犯，注射死刑。
- 布羅克斯伯恩男爵的德里克-沃克·史密斯，81歲，英國政治家。
- 費爾南德·拜爾，73歲，比利時足球運動員。
- 比利·格雷厄姆，69歲，美國拳擊手，癌症。
- 弗朗西斯科·烏羅茲，71歲，智利足球運動員。[78]

### 23日
- 弗雷迪·巴塞洛繆，67歲，英裔美國童星[79]
- 哈裡·莫蒂默，89歲，英國作曲家和指揮家[80]
- 約瑟夫·穆格奈尼，79歲，意大利裔美國藝術家和插畫家。[81]
- 伊恩·沃爾夫，95歲，美國演員。[82]

### 24日
- 伊格拉西奧·貝納爾，81歲，墨西哥人類學家和考古學家。[83]
- 約翰·布萊弗，90歲，美國演員。[84]
- 周天娜，41歲，美國模特和珠寶設計師[85]
- 肯·達比，82歲，美國作曲家、作詞家和指揮家。[86]
- 克劳斯·卡尔皮宁，84歲，芬蘭越野滑雪運動員[87]
- 里基·雷·雷克托，42歲，美國殺人犯
- 塔利亞·夏皮拉，45歲，以色列女演員

### 25日
- 拉班·阿德爾曼，79歲，德國政治家和聯邦議院議員。
- 里亚德·艾哈迈多夫，35歲，阿塞拜疆軍官和戰爭英雄
- 凱·博尚，92歲，英國共產主義活動家和女權主義者。
- 圭多·巴澤利，64歲，意大利漫畫家、作家和畫家。[88]
- 佩德羅·利納雷斯，85歲，墨西哥藝術家。
- 馬哈茂德·里亞德，75歲，埃及外交官。[89]

### 26日
- 謝爾頓·楚米爾，51歲，加拿大律師和政治家。
- 何塞·費雷爾，80歲，波多黎各演員和電影製片人[90]
- 吉爾羅伊·羅伯茨，86歲，美國雕塑家和鑄幣廠。[91]
- 漢斯·舒爾茨，80歲，德國水球運動員[92]

### 27日
- 約翰·奧爾康，56歲，美國藝術家、設計師和插畫家[93]
- 鮑里斯·阿拉波夫，86歲，俄羅斯作曲家。
- 巴拉特·布山，71歲，印度演員、編劇和製片人。
- 格溫·弗蘭康-大衛斯，101歲，英國女演員[94]
- 薩莉·穆加貝，60歲，津巴布韋活動家，第一夫人
- 亨麗埃特·馮·席拉赫 ，78歲，德國作家，納粹政治家巴爾杜爾·馮·席拉赫的妻子。
- 比爾·沃克，95歲，美國電視和電影演員，癌症。

### 28日
- 阿尔维德·安德松-霍尔特曼，95歲，瑞典體操運動員和奧運冠軍。.[95]
- 納赫曼·阿維加德，86歲，以色列考古學家[96]
- 漢斯·朗，83歲，奧地利輕音樂、電影音樂和維也納歌曲作曲家[97]
- 阿拉斯通·馬哈茂多夫，34歲，阿塞拜疆軍官和戰爭英雄
- 马里法特·纳西博夫，19歲，阿塞拜疆士兵和戰爭英雄
- 維克多·瓦西裡耶維奇·謝廖金，47歲，阿塞拜疆士兵和戰爭英雄
- 穆罕默德·阿里·亞利姆，62歲，土耳其籃球運動員。[98]
- 阿爾沃·伊爾波，104歲，芬蘭醫生和學者。

### 29日
- 邁克爾·希克斯·貝奇，79歲，英國政治家。
- 諾爾·阿裡，77歲，印尼伊斯蘭領袖和教育家。
- 威利·迪克森，76歲，美國藍調音樂家[99]
- 亞·薩默斯，90歲，加拿大冰球運動員[100]

### 30日
- 弗朗西斯·伯奇，88歲，美國地球物理學家[101]
- 埃德·泰勒，90歲，美國棒球運動員[102]
- 喬治·弗雷德里克·詹姆斯·坦普爾，90歲，英國數學家[103]
- 赫爾曼·特裡普利特，80歲，美國棒球運動員。[104]
- 奥利·巴肯，69歲，加拿大前男子籃球運動員。

### 31日
- 路德維希·蓋爾，87歲，德國自行車運動員[105]
- 梅爾·海因，82歲，美式橄欖球運動員[106]
- 馬丁·霍爾德，83歲，德國電視和電影演員[107]
- 沙尔克齐·伊什特万，44歲，匈牙利奧運足球運動員（1968年）[108]